# Mjölnarens Iréne
Mjölnarens Iréne är en skillingtryckspastisch där Leon Landgren 1953 skrev melodin och en vers och där Åke Gerhard senare kompletterade med refräng och ytterligare verser. Sångtexten handlar om gamla tider, där två pojkar är osams om en flicka, och nämner daler, som riksdaler kallades i Sverige fram till kronan infördes 1873.
Den första berömda inspelningen gjordes av sångerskan Thory Bernhards den 27 juli 1954 och utkom på skiva i augusti samma år. Samtida versioner på svenska gjordes av Lily Berglund, Britt-Inger Dreilick, Eric Jonsson, Elsy Lindgren, Ann Siever, Marion Sundh och Solweig Winberg. Thory Bernhards gjorde 1989 en nyinspelning för albumet Kärlek genom åren.
Med det svenska dansbandet Wizex, som spelade in låten på albumet med samma namn 1988 med Lena Pålsson som bandets sångerska, låg melodin på Svensktoppen i sammanlagt 16 veckor under perioden 11 september 1988–8 januari 1989, där den även låg etta.
Låten har också spelats in av Matz Bladhs på albumet 20 gobitar 2005 från 2004 och av hårdrocksgruppen Black Ingvars på albumet Earcandy Five från 1995.
En text på norska av Juul Hansen, "Møllerens Iréne",  spelades in under 1950-talet av sångerskan Inger Jacobsen med Robert Normanns kvintett på skivmärket Columbia.
Gösta Berg har skrivit en text på danska som spelats in av Gy Holdorf, och Lørdagspigerne med titeln "Møllerens Mari". Saukki Paavo Tiusanen skrev en text på finska som heter "Myllärin Irene" och som spelats in av Henry Theel.
Harry Jensen har skrivit en annan text på danska som heter "Møllerens Marie", och som bland annat spelats in av det danska dansbandet Kandis på deras album De største af de første från 2001.

### Fotnoter
1. ↑  ”Mjölnarens Iréne”. Svensk mediedatabas. 1 augusti 1954. http://smdb.kb.se/catalog/id/000076521. Läst 3 juni 2011.
2. ↑  ”Thory Bernhards - Mjölnarens Iréne”. Arkiverad från originalet den 3 mars 2021. https://web.archive.org/web/20210303091237/https://webs5000.webs.com/Thory/Kapitel08.html. Läst 30 september 2020.
3. ↑  ”Mjölnarens Iréne”. Svensk mediedatabas. 17 juni 1988. http://smdb.kb.se/catalog/id/001479488. Läst 23 april 2011.
4. ↑  Svensktoppen – 1988
5. ↑  ”20 gobitar 2005”. Svensk mediedatabas. 17 juni 2004. http://smdb.kb.se/catalog/id/001433764. Läst 23 april 2011.
6. ↑  ”Earcandy Five”. Svensk mediedatabas. 17 juni 1995. http://smdb.kb.se/catalog/id/001511426. Läst 23 april 2011.
7. ↑  Kandis - Møllerens Marie Arkiverad 9 juni 2007 hämtat från the Wayback Machine.